# Горбач Ігор Володимирович
Ігор Володимирович Горбач (нар. 27 травня 2004, Київ, Україна) — український футболіст, центральний нападник луганської «Зорі». Гравець молодіжної збірної України.

## Клубна кар'єра
Народився в Києві, вихованець місцевої академії «Динамо». 3 серпня 2023 року він був відданий в оренду луганській «Зорі», а через кілька днів дебютував на дорослому рівні в матчі Прем'єр-ліги проти «Олександрії» (0:0). 5 жовтня забив свій перший гол на дорослому рівні у матчі групового етапу Ліги конференцій проти «Брєйдабліка» (1:0). Всього у тому турнірі він забив три голи у п'яти іграх на груповому етапі у сезоні 2023/24 років.

## Виступи за збірну
Виступав за юнацькі збірні України до 17 та 19 років.